# Maniheism

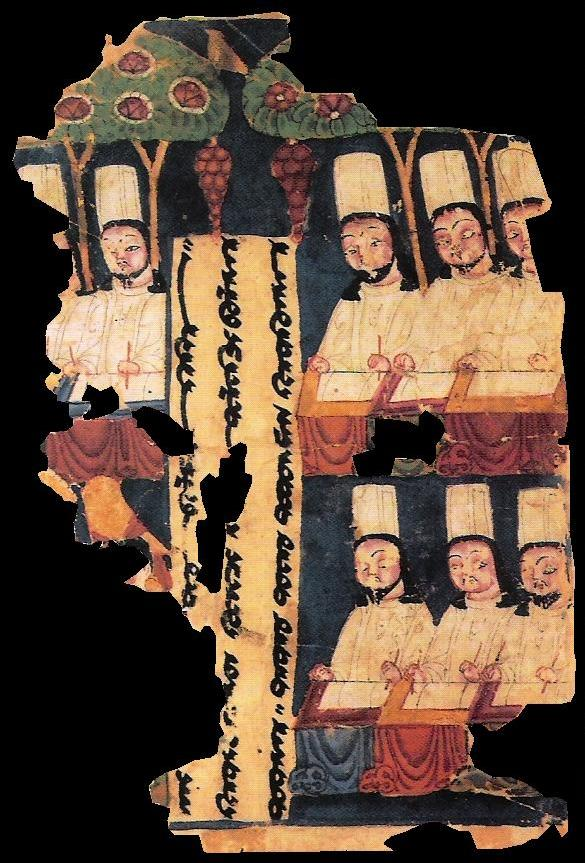
Manihei

Maniheismul a reprezentat una dintre cele mai importante religii practicate în antichitate, în Orientul Mijlociu, în special pe teritoriul Imperiului Persan. Este o teză dualistă, propagată de filozoful persan Mani (Manes) (216-277 d.Hr.) care, pretinzând a fi în posesia unor revelații secrete, se considera a fi ultimul trimis, întruchiparea fizică a „Paracletului”. Maniheismul susține dualismul radical ontologic între cele două principii eterne, Binele și Răul, care se opun, în cursul istoriei, într-o confruntare fără sfârșit. Organizată ca o nouă religie, „religia luminii”, având cărți, cult și ierarhie, mișcarea maniheistă a fost obiectul unor represalii și persecuții. În sec.IV-V d.Hr. se răspândește în China și în Europa Occidentală.

## Generalități
Deși, în cea mai mare parte, practicile maniheiste originale au dispărut astăzi, există totuși și în prezent o formă renăscută a acestuia, cunoscută sub denumirea de „Neo-maniheism”. În orice caz, majoritatea mențiunilor scrise de către fondatorul acestui curent religios s-au pierdut cu trecerea secolelor. Câțiva învățați au argumentat că anumite influențe subtile ale maniheismului s-au infiltrat în doctrinele creștinismului catolic, prin intermediul lui Augustin de Hipona, care, înainte de a fi creștin, fusese maniheist.
Maniheismul a luat naștere în secolul III d.Hr., iar în următorul mileniu a cunoscut o vastă arie de răspândire, fiind îmbrățișat de populațiile din nordul Africii, până în China. Textele originale au fost redactate limba aramaică. Pe măsură ce curentul se răspândea spre est, textele au început să fie redactate în persana mijlocie, partă, sogdiană, iar în cele din urmă în turcă și chineză. De asemenea, textele au fost traduse în greacă, coptă și latină.
Întemeietorul maniheismului a fost Mani, născut în anul 216 d.Hr. la Ctesiphon, fiind înrudit cu familia regală a Persiei. 
A început să-și propovăduiască propriile învățături în jurul anului 240.
Ca și Isus, a fost renumit pentru puterile sale spirituale de vindecător și exorcist.  Discipolii săi l-au proclamat "noul Isus" și l-au încredințat cu atributul unei nașteri imaculate - aceasta fiind o condiție care în acea epocă, trebuia neapărat îndeplinită de zeități. 
A fost cunoscut drept "Mântuitorul", "Apostolul", "Iluminatorul", "Domnul", "Cel ce învie morții", "Cârmuitorul" și "Timonierul". Ultimele două apelative sunt semnificative ca echivalente ale cuvântului francez "Nautonnier" titlul atribuit unui mare maestru mason.
Limba utilizată în Babilon în secolul III d.Hr. era aramaica, care includea trei dialecte distincte: aramaica (limba Talmudului), aramaica mandeană și aramaica siriacă, aceasta din urmă fiind și limba vorbită de Mani și cea în care au fost redactate primele șase scrieri maniheiste, care, din păcate nu s-au păstrat. 
Teoreticienii creștinismului timpuriu (secolele al III-lea și al IV-lea), precum Hippolytus sau Epiphanius, relatează despre o călătorie a lui Scythianus, în jurul anului 50 în India, de unde a adus o doctrină a „celor două principii”. După acești autori, Scythianus este considerat ca fiind precursorul profetului Mani. Terebinthus, discipolul lui Scythianus, care se desemna pe sine cu numele de Buddha, călătorește în Palestina și Iudeea unde îi întâlnește pe apostolii lui Isus, după care se stabilește în cele din urmă în Babilon, transmițând învățăturile sale lui Mani, acesta fondând curentul religios ce îi poartă numele.
Mani a fost influențat de principiile mandeene, el începând să predice de la o vârstă fragedă. Potrivit mărturiilor biografice, Mani a avut în tinerețe revelația unui spirit, pe care mai târziu l-a numit geamăn, dublură, îngerul său protector, sau Sinele său divin. Acesta l-a condus spre adevărurile divine, dezvoltate ulterior în maniheism.
În anul 274 d.Hr., Mani a fost întemnițat, bătut până la moarte, jupuit și decapitat iar corpul mutilat a fost expus într-un loc public. 
Însă credibilitatea învățăturilor sale nu a avut decât de câștigat de pe urma martirului său, iar printre cei care ulterior au aderat la acestea s-a numărat pentru o vreme, Sfântul Augustin. 
Cu o extraordinară rapiditate, maniheismul s-a răspândit în întregul Imperiu Roman. A supraviețuit aici până în secolul al V-lea d.Hr când a început să fie supus persecuțiilor statului roman și Bisericii creștine, dispărând aproape în totalitate din Occident. Totuși, ideile maniheiste au supraviețuit în Europa pe parcursul Evului Mediu prin afirmarea unor secte creștine dualiste de influență maniheistă cum ar fi paulicianismul și bogomilismul. 
De asemenea, maniheismul s-a răspândit și în Orientul Extrem, după dispariția sa din Persia cauzată de persecuțiile califilor abbasizi și a răspândirii islamului. Aici, maniheismul a avut un mare succes mai ales după ce a fost declarat religie de stat a Hanatului Uigur (744-840). Dat fiind că preoții manihei erau totodată reprezentanți diplomatici ai uigurilor, autoritățile chineze au permis acestora construcția de temple în diferite localități din Imperiul Tang: pe aceasta filieră, maniheismul a prosperat și în China, unde fusese introdus mai devreme și s-a putut extinde până în Siberia. Acest proces de consolidare pe baze statale s-a întrerupt subit în 840, când statul uigur este zdrobit de kirghizi. Supraviețuind în diverse enclave, maniheismul s-a repliat mai ales în Turkestanul oriental de unde a fost expulzat în urma invaziei lui Ginghis Han. Ultimele comunități distincte vor mai rezista, mai ales pe teritoriul chinez, prezența lor fiind semnalată, în diferite formule taoiste și budiste, până în secolul al XIV-lea când se crede că a dispărut.

## Doctrina
Maniheii se bazau pe epistolele pauline, susținând dualismul și determinismul. Pentru a se putea opune lor cu succes, Fericitul Augustin a proclamat liberul arbitru (Augustin contra Fortunatus).
Cel mai important principiu maniheist este cel al dualității. Mani propovăduia că încă de la începuturile creației, au coexistat două naturi opuse – întunericul și lumina. Pacea și liniștea erau apanajul luminii, pe când în întuneric existau constante frământări. Universul este rezultatul temporar al unui atac al întunericului asupra luminii, din mixtura cărora a luat naștere Spiritul Viu, o emanație alcătuită din lumină și întuneric. Maniheismul a făcut eforturi însemnate pentru a include în sfera proprie, principiile tuturor religiilor cunoscute în epocă. Un element cheie îl reprezintă non-omnipotența puterii lui Dumnezeu, negarea perfecțiunii infinite a divinității, acesta având o natură duală, compusă din două părți egale dar opuse (Bine-Rău). 
În aceeași ordine de idei, în viziunea maniheistă, omul este privit ca un nesfârșit câmp de luptă al acestor două principii. Astfel, partea binelui este reprezentată de suflet, format din lumină, și partea negativă este trupul, compus din pământ negru. Sufletul definește persoana, neputând fi corupt.
Conform unor istorici arabi de mai târziu, Mani a scris multe cărți în care a pretins că dezvăluia taine menționate de Isus în mod indirect și enigmatic. 
I-a considerat pe Zarathustra, Budha și Isus ca predecesori ai săi și a declarat că el, ca și ei, primise din aceeași sursă, aceeași iluminare. 
Doctrina sa consta dintr-un dualism gnostic îmbinat cu o concepție cosmogonică impresionantă și elaborată.  
Conflictul universal dintre lumină și întuneric era omniprezent și cel mai important câmp de bătălie al acestor două principii opuse era sufletul omenesc!
Asemenea catarilor, Mani a adoptat teoria reîncarnării. Și tot asemenea lor, a insistat asupra existenței unei categorii a inițiaților, a unor aleși iluminați. 
S-a referit la Isus numindu-l "Fiul Văduvei" - o expresie pe care mai târziu, francmasoneria avea să și-o însușească. În același timp, a afirmat că acesta era muritor - sau că ar fi putut fi considerat divin doar în sens simbolic sau metaforic, în virtutea iluminării. 
La fel ca și Basilides, Mani a susținut că Isus nu a murit pe cruce iar cel care a pierit a fost un înlocuitor.